# Rivodutri
Rivodutri är en ort och kommun i provinsen Rieti i regionen Lazio i Italien. Kommunen hade 1 199 invånare (2018).